# Wojna Franków z Burgundami
Wojna Franków z Burgundami 523-524 - konflikt zbrojny spowodowany sporami w obrębie dynastii władców Burgundii oraz ingerencją Franków w zaistniały konflikt.
W roku 523 król Burgundii Zygmunt pod wpływem swojej drugiej żony Todegardy nakazał zabić swojego syna z pierwszego małżeństwa Sigeryka, którego oskarżył o bunt. Oskarżenie to okazało się jednak nieprawdziwe, a sam król udał się na pokutę do klasztoru w Agaunum.
W zaistniałej sytuacji synowie króla Franków Chlodwiga I: Chlodomer, Childebert I i Chlotar I (Lotar), pod pretekstem restytucji dóbr ich matki, a zarazem krewnej Zygmunta św. Klotyldy, które król Burgundii miał jakoby niesłusznie przywłaszczyć, wypowiedzieli mu wojnę. W tej sytuacji Zygmunt opuścił klasztor i podjął walkę, która jednak zakończyła się dla niego katastrofą: na skutek buntu, który podnieśli przeciw niemu jego ariańscy poddani, oburzeni na niego za gorliwe popieranie katolicyzmu, został pokonany zbrojnie i zmuszony do ucieczki wraz z żoną i synami Gisiladem i Gundobadem. Król Burgundii zamierzał skorzystać z azylu w klasztorze w Agaunum, jednakże na skutek zdrady poddanych został wydany w ręce Franków, którzy przetransportowali go do Aurelianum (dziś Orlean).
W odpowiedzi na to w 524 brat Zygmunta Godomar II na czele armii wzmocnionej wojskami posiłkowymi króla Ostrogotów Teodoryka Wielkiego wyruszył na czele znacznych sił, aby go uwolnić. W tej sytuacji Chlodomer, mimo próśb biskupa Awita, postanowił zgładzić Zygmunta, symbol oporu Burgundczyków. 1 maja 524 rozkazał przewieźć całą rodzinę do podorleańskiej wioski Saint-Peravy-la-Colombe pod Coulmier i tam wrzucić wszystkich do studni w miejscu o nazwie Belsa.
Po dokonanym mordzie Chlodomer rozpoczął drugą kampanię przeciwko Burgundom. W bitwie pod Vezeronce w dniu 25 czerwca 524 r. armia Franków została pokonana przez Godomara, a Chlodomer poniósł śmierć. W efekcie Frankowie wycofali się z Burgundii.
Po śmierci Teodoryka w roku 526 i utracie ostrogockiego sprzymierzeńca, w bitwie pod Autun w roku 532 osamotnieni Burgundowie pod wodzą króla Godomara II zostali jednak ostatecznie pokonani przez Franków (dowodzonych ponownie przez Childeberta I oraz Chlotara I) i utracili swoją niezależność. W roku 534 Burgundia została przyłączona do królestwa Franków, zachowując własne prawodawstwo i stając się zarazem obok Neustrii i Austrazji jedną z głównych części państwa. Władzę w Burgundii przejęli Merowingowie.